# 諒輔
諒輔（？—？），字漢儒，廣漢郡新都縣（今四川省成都市北）人。官至東漢五官掾。

## 生平
諒輔年輕擔任佐吏，為官清廉，酒水都不接受。任從事時，大小過錯他都檢舉法辦，郡縣的人有所顧忌而不敢恣意任為。

### 諒輔求雨
有一年夏天大旱，太守親自外出向山川祈禱，但還是連日不下雨。於是諒輔裸身暴曬在庭中，慷慨激昂，發誓說：「我諒輔身為太守的助手，不能勸諫上司接納忠言、推薦賢才，無法斥退惡人、調和陰陽、承順天意，導致天地否隔、萬物焦枯，百姓仰首望雨，沒有地方訴苦，都是我的罪過。現在太守改服責備自己，爲百姓求福，精誠懇到，上蒼卻沒有任何反應。我諒輔現在決定自己求情，如果到中午還不下雨，就讓我用自己的身體來抵罪。」於是用薪柴乾草將自己包圍，置火在旁，準備引火焚身。還沒有到中午，雲突然變黑，下了大雨，一郡之內的各地都得到了滋潤。當時世人們說諒輔是最真誠的人。

## 延伸阅读
[在维基数据编辑]
 《後漢書/卷81》，出自范晔《後漢書》